# Campionato francese di hockey su pista 1920
Il Campionato francese 1920 è stato il 6º campionato nazionale francese di hockey su pista di prima divisione.

È stato organizzato dalla Federazione di pattinaggio della Francia.

A vincere il titolo di campione di Francia è stato il Paris per la terza volta nella sua storia.

## Squadre partecipanti
| Club      | Sponsor | Città     | Impianto interno |
| --------- | ------- | --------- | ---------------- |
| Paris     |         | Parigi    |                  |
| Tourcoing |         | Tourcoing |                  |

## Risultati

### Finale
| Squadra 1 | Squadra 2 | Risultato      |
| --------- | --------- | -------------- |
| Paris     | Tourcoing | 16 maggio 1920 |
| Paris     | Tourcoing | 2 - 1          |

## Campioni
| Campione di Francia 1920    |
| --------------------------- |
| Paris Hockey Club 3º titolo |